# Ioan Németh
Ioan Németh (n. 6 ianuarie 1947) este un fost deputat român în legislatura 1992-1996, ales în județul Mureș pe listele partidului UDMR.